# Contea di Macon (Carolina del Nord)
La contea di Macon in inglese Macon County è una contea dello Stato della Carolina del Nord, negli Stati Uniti. La popolazione al censimento del 2000 era di 29 811 abitanti. Il capoluogo di contea è Franklin.